# قلعة فزح
 قـلعة فـــزح يقع في ولاية لوى بسلطنة عمان.
مساحة المبنى : 900م تقريباً شيدت هذه القلعة فوق أرض منبسطة واقعة على هضبة في وسط قرية فزح التابعة لولاية لوى ، وهي بناء مستطيل الشكل مبني من الصاروج و الحصى .
وقد بنيت هذه القلعة في عهد الإمام سيف بن سلطان في سنة 1104هـ/1681م، حيث بنيت على نفقة مشايخ قبيلة الريايسة الذين يقطنون القرية وعددهم ثلاثة شيوخ يذكر منهم الشيخ شماس بن محمد الريسي حيث كان من ضمن الذين حكموا القبيلة آنذاك . و كانت تستخدم القلعة كمقر للحكم وإدارة شؤون القرية.